# Martin-Église
Martin-Église är en kommun i departementet Seine-Maritime i regionen Normandie i norra Frankrike. Kommunen ligger i kantonen Dieppe-Est som tillhör arrondissementet Dieppe. År 2022 hade Martin-Église 1 595 invånare.

## Befolkningsutveckling
Antalet invånare i kommunen Martin-Église
| Referens: INSEE |